# Club Unión San Martín
Unión San Martín es un club de fútbol peruano de la ciudad de Pisco, Departamento de Ica. Fue fundado en 1948 y participa en la Copa Perú. Su mejor campaña en ese torneo la realizó en la edición 2021 cuando terminó en sexto lugar.

## Historia
El Club Unión San Martín fue fundado el 28 de diciembre de 1948 en la ciudad de Pisco.
En 1991 fue campeón departamental de Ica y clasificó a la Etapa Regional de 1992 donde disputó el ascenso a la Segunda División 1993. Acabó en tercer lugar detrás de Juventud La Palma (que obtuvo el cupo a Segunda) y Unión Supe.
En 2008 clasificó a la Etapa Departamental luego de eliminar a Atlético Pisqueño y logró el título provincial al vencer en la final a Juventud Santa Cruz de San Andrés. Fue eliminado en la primera fase de la Etapa Departamental por Instituto Superior Pedagógico de Puquio tras caer 1-0 como local y empatar 0-0 de visita.
Fue subcampeón de la liga distrital de Pisco en 2010 detrás de Joe Gutiérrez. Tras lograr el subtítulo provincial clasificó a la Etapa Departamental donde fue eliminado por Sport Victoria en la primera fase. En 2012 logró el título distrital y llegó hasta semifinales de la Etapa Provincial donde fue eliminado por Manuel Carrillo de San Andrés. Fue nuevamente campeón distrital en 2015, sin embargo, en la Etapa Provincial no pudo superar la primera fase.
En 2016 clasificó nuevamente a la Etapa Departamental de Ica como subcampeón provincial tras eliminar a Sport San Clemente. Fue eliminado en cuartos de final de la departamental por Francisco Oropeza de Nasca en definición por penales.
Unión San Martín clasificó a la Etapa Nacional de la Copa Perú 2017 luego de eliminar en la semifinal departamental a Defensor Zarumilla al que ganó por 4-2 en definición por penales. En la final obtuvo un nuevo título departamental luego de vencer por 3-2 a Parada de los Amigos de Chincha Alta. Superó la primera fase de la Etapa Nacional y eliminó en las etapas siguientes a los históricos Asociación Deportiva Tarma y José Gálvez para llegar a los cuartos de final del torneo donde fue eliminado por Escuela Municipal Binacional, posterior campeón del torneo. 
Empezó su participación en la Copa Perú 2018 desde la Etapa Departamental donde superó en primera fase a Barcelona de Parcona pero fue eliminado en cuartos de final por Santos de Nasca. Al año siguiente fue eliminado en la semifinal de la Etapa Provincial por Deportivo Las Américas de San Andrés.
En la Copa Perú 2021 superó a Octavio Espinosa en primera fase, al que eliminó luego de empatar en la ida 0-0 como visitante y ganar 1-0 como local. En la fase siguiente empató 1-1 con Nihue Rao y, tras perder en definición por penales, clasificó como mejor perdedor. Enfrentó en Fase 3 al mismo rival y luego de empatar 0-0 clasificó por penales a la liguilla final. Allí quedó eliminado en la última fecha pese a su victoria 5-2 ante Estrella Azul y terminó la liguilla en sexto lugar.
En la Copa Perú 2022 ganó la Liga Departamental de Ica ante Los Libertadores en penales 2-0 clasificando a la Etapa Nacional. Quedó en el número 13° de la tabla general y clasificó a los dieciseiavos de final donde se enfrentó a Bagua Grande FC contra quien en la ida empató 1-1 y en la vuelta ganó 2-0. En octavos de final se enfrentó contra Atlético Bruces donde perdió con marcador global de 6-5 tras ganar de local 3-2 y perder de visitante por 4-2.
En 2023 inició su participación en la Etapa Provincial pero fue eliminado en la segunda fase al terminar en el último lugar de su grupo. Al año siguiente tuvo una mala campaña en su liga distrital y en la última fecha logró mantener la categoría.

## Uniforme
- Uniforme titular: Camiseta a franjas verticales rojas y blancas, pantalón negro, medias blancas.
- Uniforme alternativo: Camiseta celeste, pantalón negro, medias negras.

## Estadio
El Estadio Teobaldo Pinillos Olaechea de Pisco tiene capacidad para 3.000 espectadores aproximadamente y su propietario es la Municipalidad Provincial de Pisco.

## Sede
El club cuenta con su local propio ubicado en la cuadra 1 de la calle Callao en la ciudad de Pisco.

## Entrenadores
- Lizandro Barbarán (2021)
- Carlos Narrea (2022)
- Rafael Castillo (2022)
- Erick Almeyda (2023)

## Palmarés

### Torneos Regionales
| Competición regional            | Títulos           | Subcampeonatos                |
| ------------------------------- | ----------------- | ----------------------------- |
| Liga Departamental de Ica (3/0) | 1991, 2017, 2022. |                               |
| Liga Provincial de Pisco (3/2)  | 1991, 2008, 2017. | 2010, 2016.                   |
| Liga Distrital de Pisco (3/5)   | 1991, 2012, 2015. | 1989, 2010, 2016, 2017, 2019. |